# Heteromyia clavata
Heteromyia clavata är en tvåvingeart som beskrevs av Samuel Wendell Williston  1900. Heteromyia clavata ingår i släktet Heteromyia och familjen svidknott. Inga underarter finns listade i Catalogue of Life.